# Kecak

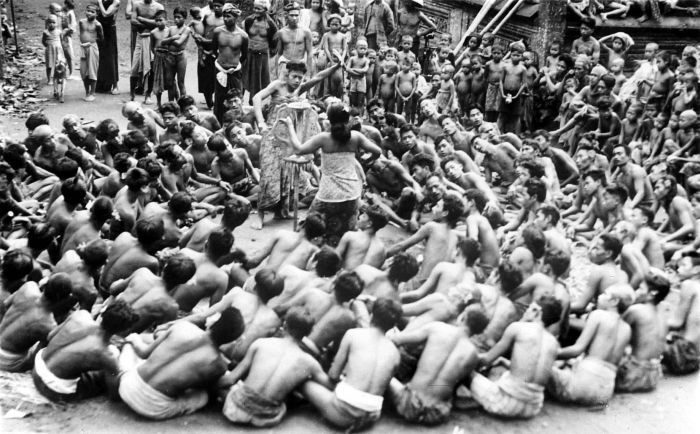
Kecak à Bali en 1937

Le Kecak (prononcé "Ketchak") est un chœur de percussions vocales balinais accompagnant originellement des transes lors de rituels.
Sous le regard d'artistes occidentaux tels que Walter Spies dans les années 1930 ou plus récemment Maurice Béjart, une forme spectaculaire non rituelle a été créée, incorporant des textes du Ramayana, un des écrits fondamentaux de l’hindouisme et de la civilisation indienne. 

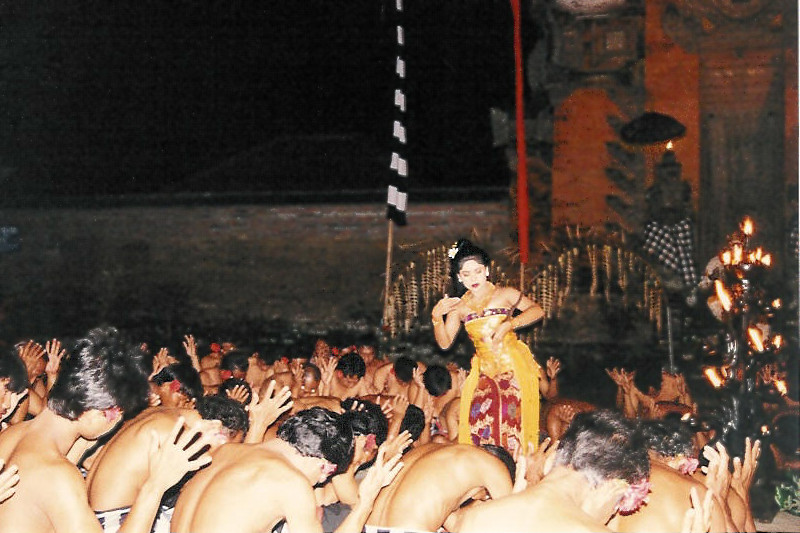
Kecak à Ubud en 2007

Un chœur d'une centaine d'hommes raconte l'épisode où les singes aident le prince Rāma à battre le démon Ravana pour récupérer sa femme Sītā kidnappée par ce dernier. Pour cela ils chantent de manière ininterrompue le distinctif "chak-a-chak-a-chak" et font des mouvements synchronisés autour des différents protagonistes de l'histoire qui interviennent au centre, entourés par le chœur. L'apogée de l'accompagnement qui va crescendo coïncide avec la victoire lors du combat.
Ce spectacle est atypique car dépourvu d'accompagnement instrumental, en l'occurrence le traditionnel gamelan à Bali. La pulsation est assurée par un des chanteurs du chœur.
Le Kecak se fait assis par terre en rond avec un chef 
en plein milieu.